# フリーランニング (スポーツ)
フリーランニング（仏: FREE RUNNING、略:FR）とはフランス発祥のスポーツのパルクールが基となったスポーツである。跳ぶ・走る・登るなどパルクールに似ている面がある。そのため両者は見た目から同じ様なスポーツだと誤解されがちだが、フリーランニングは移動に全く関係のない動き（アクロバティックな動き）をし、パルクールは移動にかかる時間を最短にするためのスポーツである。

## 概要
フリーランニングは人を魅了するためのスポーツであり、屡々、危険なスポーツと見受けられがちだが、それは実践や経験、
練習などを全く積んでいない人がやるから危険であって、経験者や上級者は自分の限界を知っているため、無茶な動きや危険な動きをしない。

## 技名
- フロントフリップ
- サイドフリップ
- ダブルサイド
- バックフリップ
- ダブルバック
- ウォールフリップ
- フルツイスト
- カートフルツイスト
- スタンフルツイスト
- ウェブスター
- バタフライ
- バタフライツイスト
- ロンダート
- ロンダート宙返り(ロン宙)
- ゲイナー(バッファロー)
- チートゲイナー(フォーリア)
- スクート
- コークスクリュー
- トンネル
- エアリアル
- アックスエアリアル
- フラッシュキック
- ダブルレッグ
- パームスピン
- リバースパームスピン
- ウォールスピン
- パームフリップ
- ウォールフレアー
- イタリアンジョブ(ウィリアムスピン)